# 长城镇 (武威市)
长城镇，是中华人民共和国甘肃省武威市凉州区下辖的一个乡镇级行政单位。
2016年，甘肃省民政厅批复同意撤销长城乡，设立长城镇。

## 行政区划
长城镇下辖以下地区：
红水村、西湖村、前营村、大湾村、岸门村、新庄村、上营村、高沟村、十二墩村、长城村和五墩村。